# Lucas Masoero
Lucas Gabriel Masoero Masi (ur. 1 lutego 1995 w Mendozie) – argentyński piłkarz występujący na pozycji obrońcy w polskim klubie Bruk-Bet Termalica Nieciecza.

## Sukcesy
Łokomotiw Płowdiw
- Puchar Bułgarii: 2018/19, 2019/20
- Superpuchar Bułgarii: 2020